# 손패
노왕 손패(魯王 孫覇, ? ~ 250년 음력 8월)는 중국 동오의 제후왕으로, 자는 자위(子威)이다. 대제 손권의 넷째 아들이다.

## 생애
손권에 의해 노왕(魯王)에 봉해졌으며, 당시 태자이던 손화와 동등한 대우를 받았다. 이 때문에 손화와 손패가 불목하자 손권이 이를 중재하고 학문에 힘쓰도록 명하였다. 그러나 손패의 측근인 전기(全寄)·오안(吳安)·손기(孫奇)·양축(楊竺) 등이 손화를 해치려 하는 것이 발각되어 손화는 폐태자되었고, 손패는 죽음을 당했다. 또한 손패의 측근들은 주살당하거나 유배되었다.

## 손패의 후손
손패에게는 두 아들인 오후(吳侯) 손기(孫基)와 완릉후(宛陵侯) 손일(孫壹)이 있었는데, 후일 손화의 아들 손호(孫皓)가 황제에 즉위하자 손호의 복수심으로 인해 유배되었다.
| 전임 (불명) | 동오의 노왕 242년 8월 ~ 250년 8월 | 후임 (23년 후) 종손 손건 |

## 같이 보기
- 삼국지 인물 목록